# Urshult
Urshult est une localité de Suède dans la commune de Tingsryd située dans le comté de Kronoberg.
Sa population était de 970 habitants en 2019.